# Ранатовце
Ранатовце (на сръбски: Ранатовце или Ranatovce; на албански: Ranatoci) е село в Югоизточна Сърбия, Пчински окръг, община Прешево.

## Население
Албанците в община Прешево бойкотират проведеното през 2011 г. преброяване на населението.
Според преброяването на населението от 2002 г. селото има 65 жители.

### Етнически състав
Данните за етническия състав на населението са от преброяването през 2002 г.
- албанци – 64 жители (98,46%)
- други – 1 жител (1,54%)